# Governo Martens II
Il Governo Martens II è il governo federale del Belgio dal 23 gennaio al 18 maggio 1980, a seguito delle dimissioni del Fronte Democratico dei Francofoni dal governo Martens I.
Era una coalizione di social-cristiani del Partito Popolare Cristiano fiammingo (CVP) e del Partito Sociale Cristiano di lingua francese (PSC) e socialisti del Partito Socialista fiammingo (SP) e del Partito Socialista di lingua francese (PS). Aveva 24 ministri e 8 segretari di stato. Il governo durerà meno di tre mesi fino al 9 aprile 1980 e farà spazio al governo di unità nazionale Martens III.

## Composizione
| Ministri                                              | Titolare              | Partito | Partito |
| ----------------------------------------------------- | --------------------- | ------- | ------- |
| Primo ministro                                        | Wilfried Martens      |         | CVP     |
| Vice Primo ministro - Difesa nazionale                | José Desmarets        |         | PSC     |
| Vice Primo ministro - Affari economici                | Willy Claes           |         | SP      |
| Vice Primo ministro - Bilancio                        | Guy Spitaels          |         | PS      |
| Giustizia                                             | Renaat Van Elslande   |         | CVP     |
| Affari esteri                                         | Henri Simonet         |         | PS      |
| Sicurezza sociale e pensioni                          | Alfred Califice       |         | PSC     |
| Agricoltura e classe media                            | Albert Lavens         |         | CVP     |
| Comunicazioni                                         | Jos Chabert           |         | CVP     |
| Istruzione                                            | Jef Ramaekers         |         | SP      |
| Comunità olandese                                     | Rika De Backer        |         | CVP     |
| Salute pubblica e ambiente                            | Luc Dhoore            |         | CVP     |
| Finanze                                               | Gaston Geens          |         | CVP     |
| Affari valloni                                        | Jean-Maurice Dehousse |         | PS      |
| Lavori pubblici                                       | Guy Mathot            |         | PS      |
| Commercio estero                                      | Robert Urbain         |         | PS      |
| Cooperazione allo sviluppo                            | Mark Eyskens          |         | CVP     |
| Occupazione e lavoro                                  | Roger De Wulf         |         | SP      |
| Istruzione                                            | Jacques Hoyaux        |         | PS      |
| Interno, riforme istituzionali e politica scientifica | Georges Gramme        |         | CVP     |
| Regione vallone                                       | Marc Galle            |         | SP      |
| Comunità francofona                                   | Michel Hansenne       |         | PSC     |
| PTT                                                   | André Baudson         |         | PS      |
| Regione di Bruxelles                                  | Cécile Goor           |         | PSC     |
| Segretari di Stato                                    | Titolare              | Partito | Partito |
| Regione di Bruxelles                                  | Guy Cudell            |         | PS      |
| Regione fiamminga                                     | Paul Akkermans        |         | CVP     |
| Comunità olandese                                     | Rika Steyaert         |         | CVP     |
| Regione di Bruxelles                                  | Lydia De Pauw         |         | SP      |
| Comunità olandese                                     | Daniël Coens          |         | CVP     |
| Regione vallone                                       | Bernard Anselme       |         | PS      |
| Comunità francofona                                   | André Degroeve        |         | PS      |
| Regione vallone                                       | Philippe Maystadt     |         | PSC     |